# Tel Ro‘im
Tel Ro‘im (hebreiska: תל רועים, Tel Ro’im) är en kulle i Israel.   Den ligger i distriktet Norra distriktet, i den norra delen av landet. Toppen på Tel Ro‘im är 189 meter över havet.
Terrängen runt Tel Ro‘im är huvudsakligen kuperad, men åt sydost är den platt. Runt Tel Ro‘im är det tätbefolkat, med 659 invånare per kvadratkilometer. Närmaste större samhälle är Qiryat Shemona, 2,3 km söder om Tel Ro‘im. Trakten runt Tel Ro‘im består till största delen av jordbruksmark.